# Uedem
Uedem is een plaats en gemeente in het westen van de Duitse deelstaat Noordrijn-Westfalen. De plaats ligt in Kreis Kleve in de regio Nederrijn. Op 31 december 2020 telde de gemeente 8.305 inwoners op een oppervlakte van 60,97 km².
De huidige gemeente Uedem ontstond op 1 juli 1969 bij bestuurlijke herindelingen in Noordrijn-Westfalen, toen de kernen Uedem, Keppeln, Uedemerbruch en Uedemerfeld van het voorafgaande Amt Uedem werden samengevoegd. Uedem is partner in het samenwerkingsverband Euregio Rijn-Waal. 

## Aangrenzende gemeenten
| Aangrenzende gemeenten | Aangrenzende gemeenten | Aangrenzende gemeenten | Aangrenzende gemeenten | Aangrenzende gemeenten |
| ---------------------- | ---------------------- | ---------------------- | ---------------------- | ---------------------- |
| Bedburg-Hau            |                        | Kalkar                 |                        |                        |
|                        |                        |                        |                        |                        |
| Goch                   | Xanten                 |                        |                        |                        |
|                        |                        |                        |                        |                        |
| Weeze                  |                        | Kevelaer               |                        | Sonsbeck               |

## Geografie
De gemeente Uedem telt 8.305 inwoners en een oppervlakte van 61 km². Gedeeltes van het natuurgebied Uedemer Hochwald liggen binnen de gemeentegrenzen.

## Geschiedenis
- 866 eerste historische vermelding als "odeheimero marca" (Uedemer Mark)
- 5 januari 1359 eerste stadsrechten door de graaf Johan van Kleef, als mede landsheer
- 1 mei 1359 onafhankelijkheid van het klooster Xanten als mede landsheer
- 1618 stadsbrand
- 19 april 1685 grote stadsbrand, waarbij slechts 2 huizen gespaard werden
- 1796 stadsbrand
- 1798 verlies van de stadsrechten, ontstaan van de vier gemeentes Uedem, Uedemerfeld, Keppeln en Uedemerbruch
- 27 februari 1945 werd de stad veroverd door Canadese troepen en was Uedem bijna volledig verwoest

De stad kende een 1.000 meter lange muur en vier stadspoorten. Op de huidige plattegrond is deze vorm nog goed te herkennen. De stadspoorten waren de Molenpoort in het oosten, de Lohpoort in het zuiden, Mosterpoort in het zuidwesten en de Veepoort in het noorden. Er zijn slechts kleine stukken muur nog aanwezig alsmede de stadstoren op de Turnwall.

## Verkeer
Uedem heeft goede verbindingen met het snelwegennet. Door het ontbreken van een rondweg doorkruist veel doorgaand verkeer Uedem.
Sinds de jaren 50 is Uedem per trein niet meer te bereiken. Het traject van Goch naar Uedem was het laatste in gebruik zijnde gedeelte van het Duitse lijntje. Tot aan de sluiting van het lijntje in 1963 werd Uedem nog door goederentreinen bediend.

## Economie vroeger en nu
De traditionele bedrijvigheid in Uedem bestond uit schoenenfabrieken en verwerkingsbedrijven voor agrarische productie. Behalve een fabriek voor werkschoenen, een orthopedist en een groothandel voor schoenen is van de bloei van de schoenfabrieken niets meer over. Wel zijn er een machinefabriek, een groot installatiebedrijf, een aardappelgroothandel en een vervoersonderneming gevestigd. Van belang voor de lokale economie is verder de Bundeswehr/NAVO-vestiging. 

## Religie
Het grootste deel van de bevolking van Uedem is rooms-katholiek. In het verleden heeft de plaatselijke adelsfamilie Von Hertfeld zum Kolk al vroeg in 1562 de kant van de protestanten gekozen en gaf op haar huis Kolk gelegenheid tot diensten. Toen de hertogen van Kleef uitstierven, gaf de opvolgende landsheer Von Brandenburg aan Stephan VII von Hertfeld zum Kolk in 1609 de mogelijkheid het stadsbestuur uit alleen protestanten te laten bestaan. Dat heeft voortgeduurd tot eind 18e eeuw en heeft de nodige spanningen gekend. 
De katholieke St. Laurentiuskerk in het midden van de plaats heeft twee statige torens. Ze is in 1890 gebouwd op de plek van haar 11e-eeuwse voorganger en is na de verwoesting van de Tweede Wereldoorlog met gebruikmaking van wat er over was weer opgebouwd. Kleine minderheden van de bevolking zijn luthers of islamitisch. De protestantse kerk werd daar rond 1650 gesticht. Verder is er in een voormalig hotel een Vredesacademie gevestigd van de TM-beweging.

## Afbeeldingen

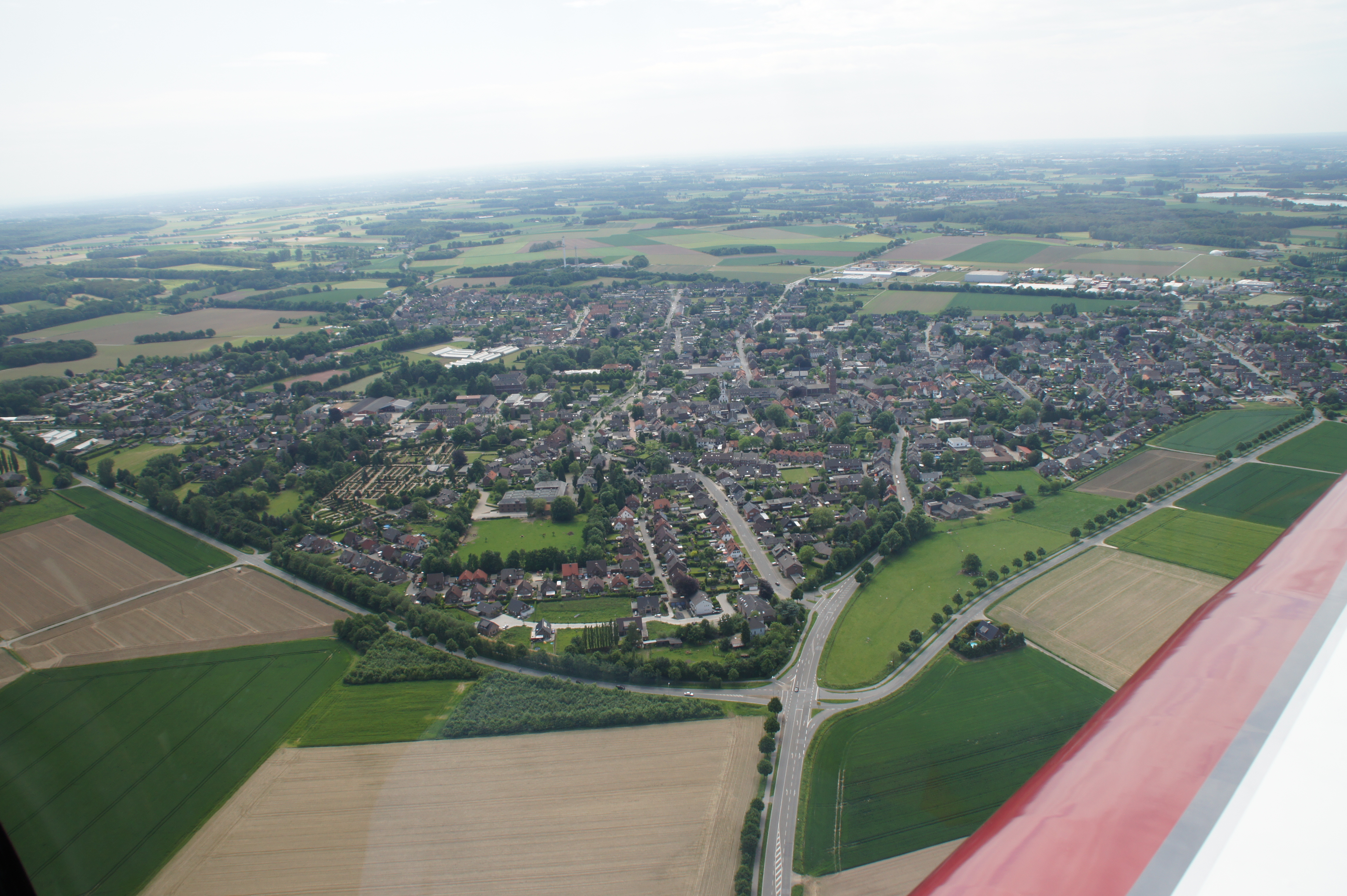
Luchtfoto
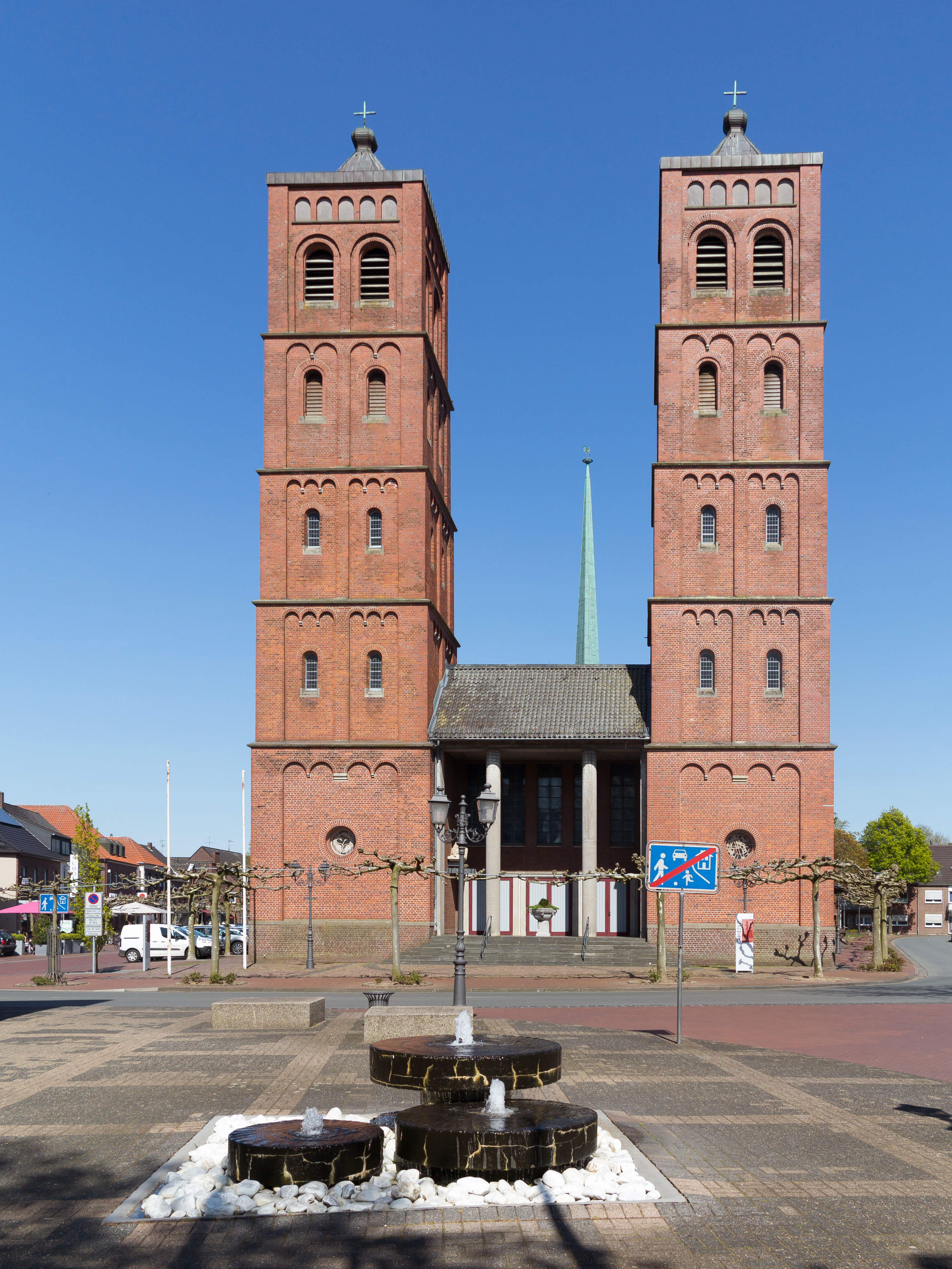
St. Laurentiuskerk
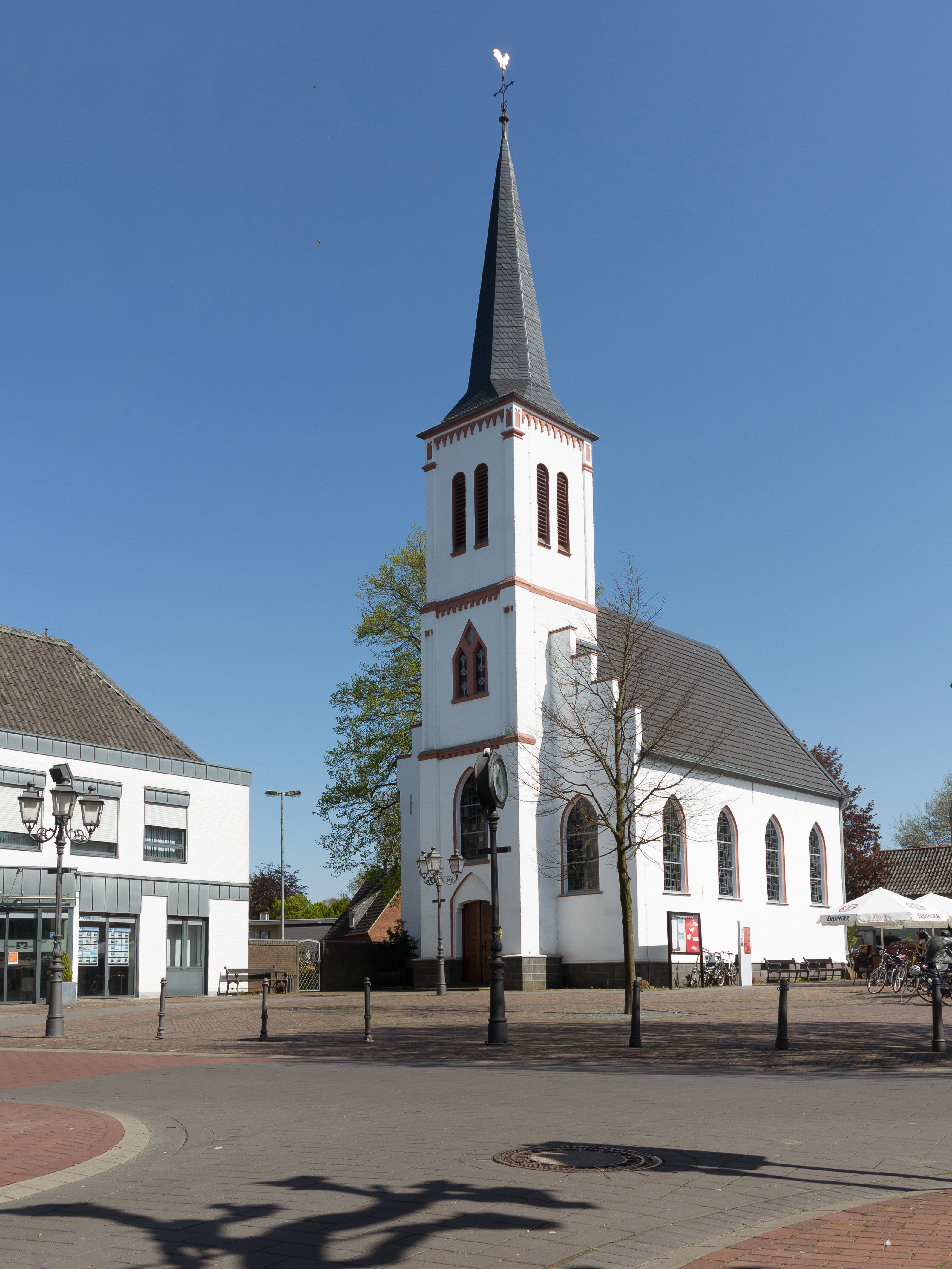
Evangelische kerk
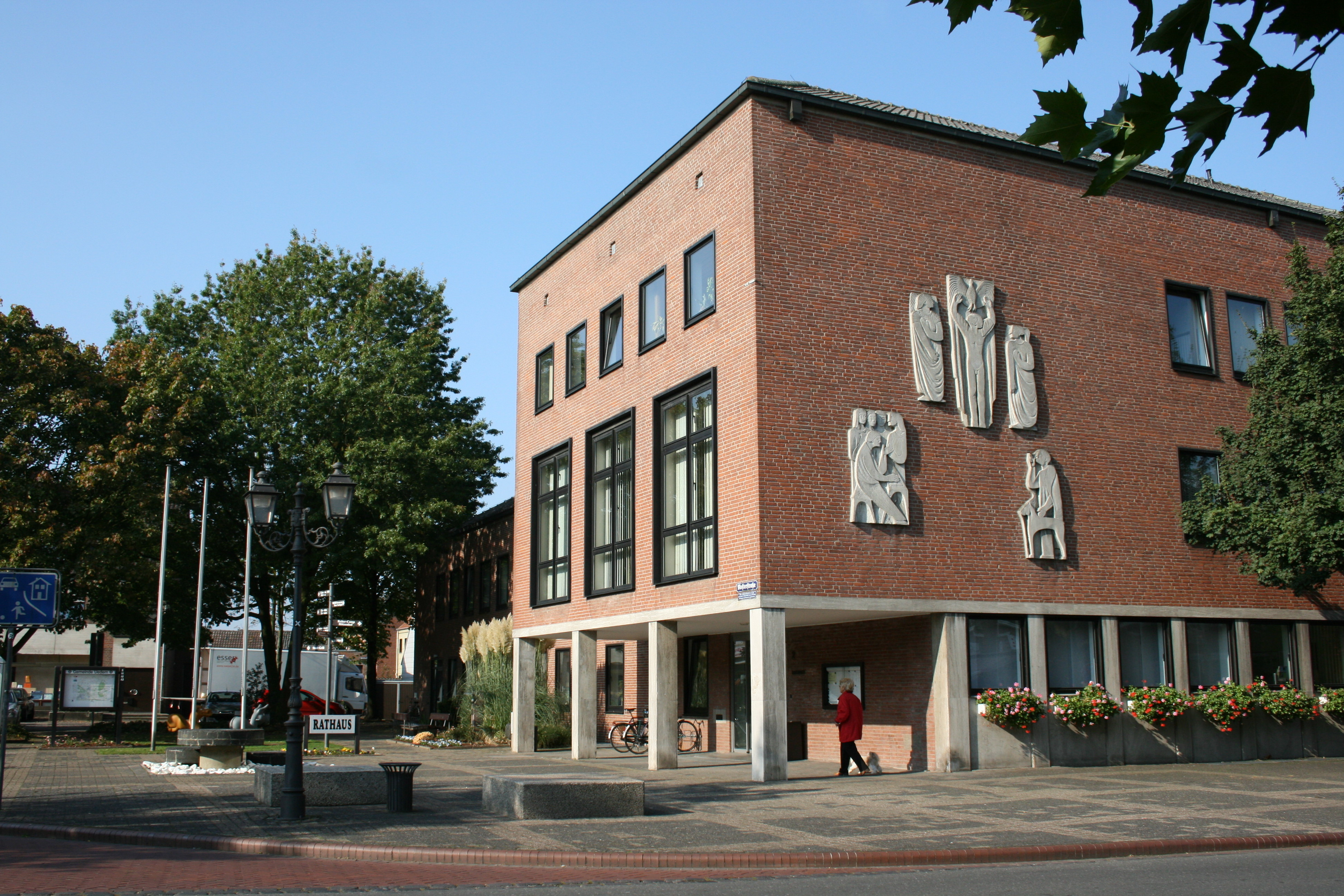
Rathaus
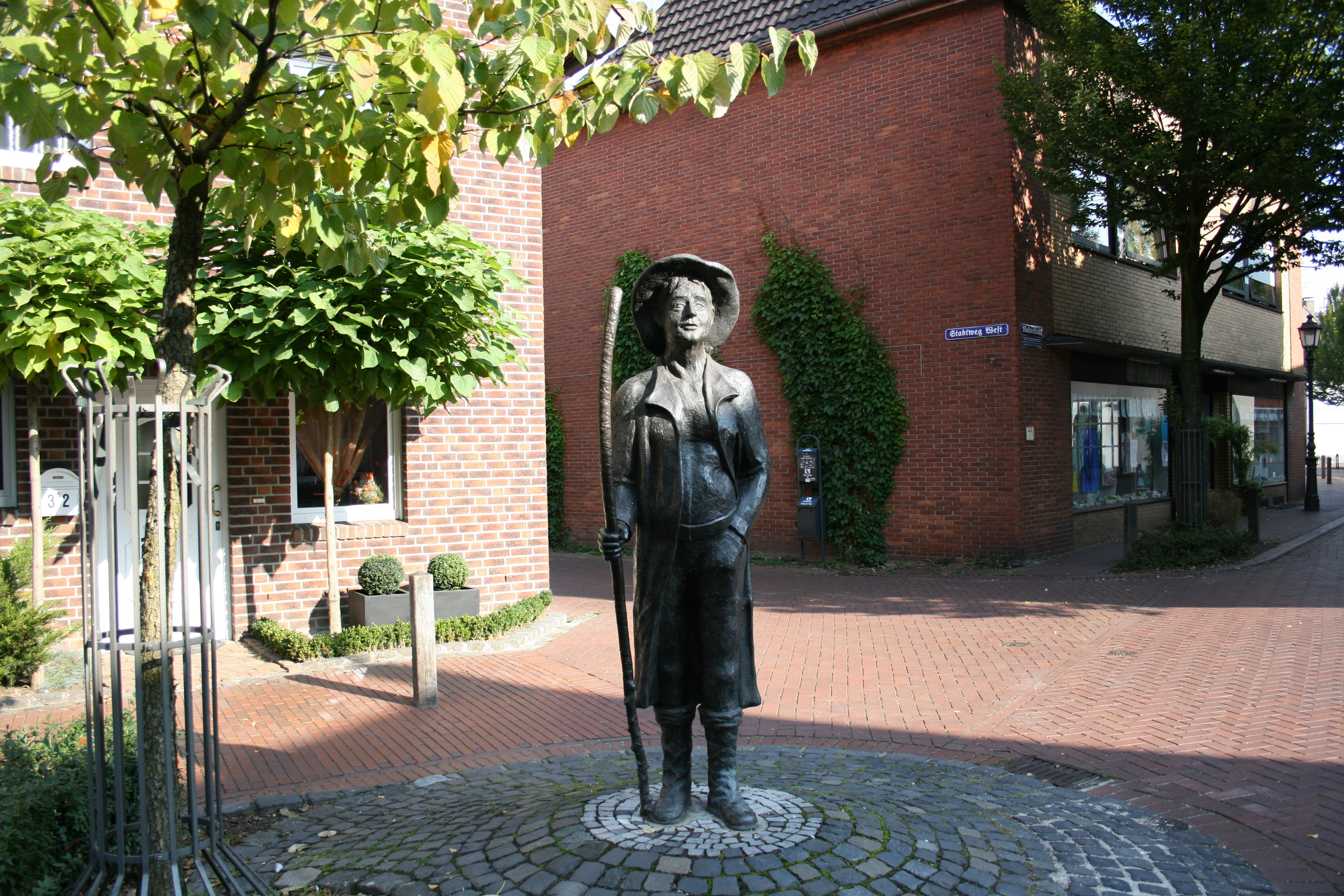
Straatbeeld

Bedburg-Hau · Emmerik · Geldern · Goch · Issum · Kalkar · Kerken · Kevelaer · Kleef · Kranenburg · Rees · Rheurdt · Straelen · Uedem · Wachtendonk · Weeze